# Анджела Девіс
А́нджела Іво́нна Девіс (англ. Angela Yvonne Davis, 26 січня 1944, Бірмингем, Алабама, США) — американська правозахисниця, революціонерка, філософиня, викладачка, письменниця, діячка комуністичного руху, соціологиня-марксистка, феміністка другої хвилі.
Була пов'язана з рухом «Чорні пантери». Балотувалася кандидаткою від Компартії США на президентських виборах 1980 року на посаду віцепрезидента США.
У 1970-х роках в СРСР була символом боротьби проти расизму, за права пригноблених афроамериканців та ув'язнених у США, та за соціалізм. Приїздила до СРСР на відпочинок та безкоштовне лікування, була прийнята на вищому державному рівні генеральним секретарем Леонідом Брежнєвим. Упродовж кількох років її ім'я регулярно подавалося серед головних новин з закордону радянських газет, радіо та телебачення.
У 1997 році зробила камінг-аут як лесбійка і відтоді часто виступає від імені ЛГБТ-спільноти.

### Твори Девіс
- Наследия Маркузе (1998) [Архівовано 21 січня 2021 у Wayback Machine.](рос.)

### Про неї
- Владимир Абаринов. Пламенная Анджела [Архівовано 28 січня 2017 у Wayback Machine.]. — «Радіо Свобода». — 27.1.2017.(рос.)
- Алексей Алексеев. Марксистка-антирасистка. Анджеле Дэвис — 75 лет [Архівовано 22 січня 2021 у Wayback Machine.]. — «Коммерсантъ». — 26.1.2019.(рос.)
- Как граждане ГДР освобождали Анджелу Дэвис [Архівовано 22 січня 2021 у Wayback Machine.]. — «Німецька хвиля». — 17.11.2020.(рос.)